# Federación Interinsular de Fútbol de Las Palmas
La Federación Interinsular de Fútbol de Las Palmas (FIFLP) es el organismo encargado de gestionar el fútbol en la provincia de Las Palmas.  Tiene su sede en la ciudad de Las Palmas de Gran Canaria. Además de Gran Canaria también cuenta con una delegación en Lanzarote y en Fuerteventura. Está presidida por Antonio Suárez Santana.